# ارمینیو ماکاریو
ارمینیو ماکاریو (انگلیسی: Erminio Macario؛ ۲۷ مهٔ ۱۹۰۲ – ۲۵ مارس ۱۹۸۰) یک هنرپیشه اهل ایتالیا بود.
از فیلم‌ها یا برنامه‌های تلویزیونی که وی در آن نقش داشته است می‌توان به آدم و حوا و به من نگو! اشاره کرد.